# Жанбай
Жанба́й (каз. Жанбай) — село у складі Ісатайського району Атирауської області Казахстану. Адміністративний центр та єдиний населений пункт Жанбайського сільського округу.
Населення — 3231 особа (2021; 3036 у 2009, 2560 у 1999, 2689 у 1989).